# Cuoiopelli Cappiano Romaiano 2007-2008
Questa voce raccoglie le informazioni riguardanti il Cuoiopelli Cappiano Romaiano nelle competizioni ufficiali della stagione 2007-2008.

## Rosa
| N. |                   | Ruolo | Calciatore        |
| -- | ----------------- | ----- | ----------------- |
|    | Italia (bandiera) | C     | Niki Agnorelli    |
|    | Italia (bandiera) | D     | Gaetano Bertini   |
|    | Italia (bandiera) | C     | Filippo Bova      |
|    | Italia (bandiera) | C     | Nicola Bulla      |
|    | Italia (bandiera) | C     | Matteo Caciagli   |
|    | Italia (bandiera) | C     | Alessio Carteni   |
|    | Italia (bandiera) | C     | Federico Conti    |
|    | Italia (bandiera) | D     | Luigi Di Giorgio  |
|    | Italia (bandiera) | P     | Alessandro Flauto |
|    | Italia (bandiera) | A     | Matteo Girometta  |
|    | Italia (bandiera) | C     | Marco Granariola  |
|    | Italia (bandiera) | A     | Jonathan Granito  |
|    | Italia (bandiera) | C     | Dario Lenzini     |

| N. |                   | Ruolo | Calciatore         |
| -- | ----------------- | ----- | ------------------ |
|    | Italia (bandiera) | D     | Massimo Macelloni  |
|    | Italia (bandiera) | C     | Manuel Mazzoli     |
|    | Italia (bandiera) | D     | Emanuel Michelotti |
|    | Italia (bandiera) | A     | Manolo Mosciaro    |
|    | Italia (bandiera) | A     | Francesco Nieto    |
|    | Italia (bandiera) | A     | Saverio Pellecchia |
|    | Italia (bandiera) | A     | Mattia Pin         |
|    | Italia (bandiera) | D     | Simone Sales       |
|    | Italia (bandiera) | C     | David Stefani      |
|    | Italia (bandiera) | C     | Marco Vendrame     |
|    | Italia (bandiera) | D     | Federico Vettori   |
|    | Italia (bandiera) | A     | Valeriano Videtta  |